# Dinastia Rata
La dinastia Rata fou una dinastia que va governar a Samatata coneguda per un únic rècord, la inscripció de Kailan de Shridharana Rata, descoberta el 1945 a Kailan a 29 km al sud-oest de Comilla. La inscripció dona informació sobre el país però molt poca sobre la dinastia i el seu rei Shridharana Rata, el segon de la dinastia (que va fer la inscripció el seu vuitè any de regnat). La seva capital era Devaparvata un palau fortificat al centgre. El rei és esmentat com Parama-Vaisnava Shridharana Rata, fill del fundador de la dinastia Shri Jivadharana Rata; també esmenta a un anomenat Yuvaraja Baladharana Rata i a la reina mare Bandhudevi. El títol reial era Samatateshvara. Posteriorment s'han descobert tres noves inscripcions, algunes monedes que podrien ajudar a reconstruir la història de la dinastia. De moment estan al Museu Nacional de Bangladesh.
Jivadharana Rata hauria començat la seva carrera com un cap feudatari. Una inscripció a Tripura de Samanta Lokanatha diu que el sobirà d'aquest (potser el rei de la dinastia Khadga) havia entrat en conflicte amb el seu feudatari Nrpa Jivadharana, i es pensa que podria tractar-se del Jivadharana Rata de la inscripció de Kailan. Els historiadors creuen que els Rates es van fer independents dels Khadga i van governar a Samatata a la segona meitat del segle VII. la inscripció d' Ashrafpur dels Khadga diu que en el 13è any de regnat de Devakhadga el rei va estendre el seu domini de Vanga a Samatata expulsant a Sridharana Rata i potser l'hauria mort. Yuvaraja Baladharana Rata, fill de Jivadharana Rata, l'hauria succeït però el seu domini hauria estat força petit.